# Rudolf von Oppeln-Bronikowski
Edgar Adalbert Rudolf von Oppeln-Bronikowski (* 3. Juli 1826 in Graudenz; † 14. August 1894 in Dessau) war ein preußischer General der Infanterie und Gouverneur der Festung Metz.

## Leben

### Herkunft
Rudolf war ein Sohn des preußischen Hauptmanns Eduard von Oppeln-Bronikowski (1800–1853) und dessen Ehefrau Luise, geborene Muelenz (1804–1850).

### Militärkarriere
Nach dem Besuch des Gymnasiums in Konitz sowie der Kadettenhäuser in Kulm und Berlin wurde Oppeln am 10. August 1843 als Unteroffizier dem 33. Infanterie-Regiment (1. Reserve-Regiment) der Preußischen Armee in Thorn überwiesen. Mitte November 1847 erhielt er den Charakter als Sekondeleutnant und am 13. Mai 1848 mit Datum zum 16. November 1847 das Patent zu seinem Dienstgrad. Ab Oktober 1852 war Oppeln auf ein Jahr zur Dienstleistung zum 1. kombinierten Reserve-Bataillon nach Graudenz kommandiert, wurde anschließend Adjutant des I. Bataillons und stieg Anfang Februar 1857 zum Regimentsadjutanten auf. Am 9. Januar 1858 folgte seine Kommandierung als Adjutant der 15. Infanterie-Brigade nach Erfurt und in dieser Eigenschaft avancierte er bis Mitte April 1860 zum Hauptmann. Daran schloss sich am 1. Juli 1860 seine Kommandierung als Adjutant beim Generalkommando des IV. Armee-Korps in Magdeburg an. Unter Belassung in seiner Stellung wurde Oppeln am 23. Februar 1861 mit Patent vom 31. März 1859 in das 4. Oberschlesische Infanterie-Regiment Nr. 63 versetzt. Mit der Ernennung zum Chef der 2. Kompanie im 1. Westpreußischen Grenadier-Regiment Nr. 6 in Posen kehrte er am 9. Juni 1863 in den Truppendienst zurück.
Während des Krieges gegen Österreich führte Oppeln zunächst ein Halbbataillon und für den erkrankten Kommandeur das I. Bataillon bei Nachod, Skalitz, Schweinschädel und Königgrätz. Nach dem Krieg wurde er am 30. Oktober 1866 zum Major befördert und am 16. August 1867 zum Kommandeur des I. Bataillons ernannt. Daran schloss sich am 10. Oktober 1868 seine Versetzung als Kommandeur des Rheinischen Jäger-Bataillons Nr. 8 nach Wetzlar an. Zu Beginn des Krieges gegen Frankreich wurde Oppeln in der Schlacht bei Gravelotte verwundet und führte sein Bataillon an der Hallue, bei Bapaume, Maison Blanche, Forgette, Tertry-Pœuilly sowie vor Metz und Verdun. Bei Saint-Quentin befehligte Oppeln ein Detachement von drei Bataillonen, einer Eskadron und drei Batterie, mit dem er selbständig in die Schlacht eingriff.
Ausgezeichnet mit beiden Klassen des Eisernen Kreuzes stieg er nach dem Krieg bis Anfang September 1873 zum Oberst auf und war vom 18. September 1873 bis zum 20. Oktober 1879 Kommandeur des 1. Magdeburgischen Infanterie-Regiments Nr. 26. Anschließend wurde Oppeln mit seiner bisherigen Uniform zu den Offizieren von der Armee versetzt, erhielt am 28. November 1879 den Rang und die Gebührnisse als Brigadekommandeur und avancierte am 11. Dezember 1879 zum Generalmajor. Am 22. März 1880 wurde er Kommandeur der 40. Infanterie-Brigade in Braunschweig und am 30. August 1882 Kommandant von Berlin. Mit der Beförderung zum Generalleutnant übernahm Oppeln am 6. Dezember 1883 die 3. Division in Stettin und erhielt am 1. Mai 1884 das Großkreuz des Ordens Heinrichs des Löwen mit Schwertern. Mitte März 1886 war er für drei Monate zur Vertretung des beurlaubten Kommandierenden Generals des II. Armee-Korps von Danneberg kommandiert. Oppeln erhielt am 11. September 1887 den Kronen-Orden I. Klasse und wurde am 27. Januar 1888 als Gouverneur nach Metz versetzt sowie am 19. September 1888 zum General der Infanterie befördert. Unter Verleihung des Großkreuzes des Roten Adlerordens mit Eichenlaub wurde er am 20. März 1890 in Genehmigung des Abschiedsgesuches mit der gesetzlichen Pension zur Disposition gestellt. Außerdem erhielt er am 29. März 1890 das Großkreuz des Ordens vom Zähringer Löwen. Er starb am 14. August 1894 in Dessau.
Der General von Steinmetz schrieb in seiner Beurteilung vom 1. Januar 1866: „Ich mache ebenfalls auf diesen mehr als gewöhnlich begabten Offizier aufmerksam, empfehle ihn aber trotz seiner Geeignetheit für die Adjutantur nicht dazu, weil es schon fast die Hälfte seiner Dienstzeit in Adjutantenstellungen gewesen ist. Er eignet sich zur Beförderung außer der Tour.“

### Familie
Oppeln-Bronikowski heiratete am 3. Juli 1854 in Köln Adele Käsemattel († 1855). Nach ihrem frühen Tod heiratete er am 19. März 1863 in Posen deren Schwester Adelheid (1830–1906). Aus dieser Ehe gingen folgende Kinder hervor:
- Kurt (* 1864)
- Erich (1865–1941), preußischer Oberstleutnant a. D.
- Paul (1870–1915), preußischer Hauptmann
- Ernst (1872–1878)